# Е-Влада
Е-Управа (E-Government) је скраћеница настала од електронска управа, мада се неки пут употребљавају изрази као дигитална управа, он-лајн или интернет управа. Сам појам се односи у ширем смислу на олакшавање процеса информације, комуникације и трансакције између и унутар државних институција. Е-Управа истовремено покрива олакшавање процеса информације, комуникације и трансакције између државних институција, грађана и предузећа.
Да би се олакшао тај процес интеракције мисли се пре свега на коришћење електронских информацијских и комуникацијских технологија. Процес информације се дефинише као једносмерно добијање информативних података. О комуникацији се говори када постоји двосмерна размена информација. Трансакција је пренос објекта или права између два у комуникационом процесу партиципирајућа субјекта.
Е-Управа као своје делове има Е-Администрацију (E-Administration), Е-Демократију (E-Democracy) и Е-Право (E-Justice). „Е“ у овим називима стоји за „електронско“ одвијање поступка. Е-Администрација (електронска администрација) је у ствари по дефиницији Е-Управа у ужем смислу јер се ради првобитно о административним поступцима и њиховом олакшавању. Е-Демократија би било на пример гласање на изборима путем интернета или мобилног телефона путем СМС поруке без потребе да се посети изборно место. А Е-Право би на пример било вођење судског процеса путем електронске комуникације. Уместо да се тужба напише, штампа и однесе у суд она се директно шаље путем електронске поште или путем судског портала. Судски портал је специјални интерфејс суда на интернету којим се врши комуникација. Ту се евидентира и адвокат добије потврду путем електронске комуникације да је његов случај у току. Комуникација се претежно врши електронским путем.

## Базични предуслови за увод олакшица Е-Управе (електронске управе)
Да би комуникација између државних институција и грађана функционисала олакшано треба да се испуне доле наведени предуслови. Делимично испуњавање тих предуслова води до делимичног успостављања принципа Е-Управе (олакшавање процеса интеракције).

### Социокултурни предуслови
Увод олакшица по систему Е-Управе чешће не успева због неприхватања код корисника. То значи да они којима су намењене олакшице не прихватају исте. Разлог за то је да се често ради о прилично младим и новим технологијама као на пример коришћење интернета које доноси те олакшице. Приступне могућности тим новим комуникацијским технологијама су често неравноправно расподељене. Тако на пример старије особе са малим приходима и нижем степену образовања остају ван могућности учествовања у олакшицама које доноси Е-Управа јер немају приступ интернету.

### Организаторски предуслови
Успешан увод олакшица Е-Управе има као предуслов прилагођену организациону структуру и процесуирање поступака унутар администрације. То значи да се унутрашња процесуална организација администрације мора прилагодити олакшицама. Тако се показало да чврста унутрашња функционална подела администрације увођење олакшица Е-Управе отежава. Обрнуто процесуално оријентисана унутрашња организација администрације подржава увођење олакшица Е-Управе. То значи да се унутрашњи ресори морају прилагодити процесу. На пример: уместо да се носе штампане евиденције поступка из једног ресора у други могли би електронски да се доставе. Кад грађанин поднесе електронским путем пријаву кривичног дела, истражни судија електронским путем може да изда налог локалном СУП-у за хапшење.

### Правни предуслови
За увод олакшица Е-Управе потребан је увод правних предуслова. Ту се пре свега мисли на формалности које су потребне при правном административном поступку (На пример уместо својеручног потписа – електронска идентификација шифром). За већину административних поступка је тренутно потребан својеручни потпис. Такви тешко промењиви службени прописи као и строга заштита личних података отежавају увод олакшица Е-Управе.
Зато је потребно да се закони преиспитају о административним процесима и да се њихова интерпретација мало проширено врши као на пример признавање електронске идентификације..
Једну улогу при реализацији олакшица Е-Управе има форма државе. У савезни административно организованим државама настају чешће инкомпатибилна острвска решења нивоима савезних јединица. Такође се догађа да се исти развоји вишеструко паралелно развијају на различитим административним нивоима. Свака од савезних јединица има своју властиту еволуцију олакшица по принципу Е-Управе. Централна организација има предност, јер је уз то лакше извршити маркетинг за њу.

### Технички предуслови
Хетерогене информацијске и комуникацијске технологије отежавају увод олакшица Е-Управе и додатно проузрокују високе трошкове.
Непостојање потребних технологија за увод олакшица по принципу Е-Управе има скривену опасност да се потенцијали могућих сервиса не препознају и да се технологије због непознавања или лоше процене њихових могућности не набављају. То значи да нема патентирана технологија за стварање олакшица под називом Е-Управа. Опасност је да се због тога потенцијали актуелних електронских и медијских технологија не искористе.

## Разлика између Е-бизниса и Е-владе
|                      | Е-бизнис | Е-влада                                                                                              |
| -------------------- | --- | --- |
| Циљеви               | Профит, стабилност, увећани приходи | Спровођење политика                                                                                  |
| Структура            | Компаније различитих величина и могућности за придошлице                                                                                | Комплексан систем органиѕација са различитим (чак и контрадикторним) задацима                        |
| Мера успеха          | Повраћај инвестиције (РОИ) | Различити индикатори успеха зависно од подручја                                                      |
| Менаџмент            | Неки менаџери су независни, други имају ограничења                                                                                      | Покушава да личи на приватни сектор, али заправо менаџмент је подређен стриктној политичкој контроли |
| Односи са клијентима | Може бити Б2Б или Б2Ц; Компаније имају различиту блискост с клијентима, али клијенти имају виталан утицај доношење одлука о иновацијама | Клијент је заправо грађанин који се посматра кроз тржишну призму као клијент или потрошач            |
| Ланац снабдевања     | Већина компанија припада једном или више ланаца органиѕованих од стране већих компанија                                                 | Обично јавни сектор зависи од приватних добављача                                                    |
| Запослени            | Колектив је врло разнолик, а односи с менаџментом варирају од неповерења до хармоније                                                   | Запослени су најчешће организовани у синдикате                                                       |
| Извори знања         | Флексибилност у куповини иновативног знања од консултаната, удружења, јавних истраживача                                                | Упркос великим ресурсима, неки делови јавног сектора могу ограничити приступ приватном знању         |
| Временски хориѕонт   | У неким секторима може бити краткорочан, али у инфраструктури врло дугорочан                                                            | По правилу краткорочно; промјене су узроковане честим политичким промјенама на изборима              |

## Предности олакшица Е-Управе (електронске управе)
За грађане је највећа предност да стоје у бољем контакту са администрацијом и да може лакше да ступе у контакт.
На пример, за ЕУ са својих тренутних 453 милиона грађана у 25 земаља чланица то је од изузетног значаја. 
Технолошки напредак, пре свега преко интернета омогућава нове путеве комуникације и интеракције. За грађане је предност неограничена приступачност информацијама. Уз то може даноноћно да ступе у контакт са управним органима администрације. Тиме за грађане отпадају дуги путеви до завршетка поступка. Не морају на пример да иду у општину, него то могу од куће на рачунару да реше.
Истовремено се поступци администрације аутоматизују и поједностављују различити процеси поступка, тако да већи капацитети стоје на располагању. То значи да високи степен примене информатичких технологија убрзава процесе административних поступка, што доводи до ослобађања људских ресурса. Ти додатни капацитети стоје на располагању за посебне случајеве, где на пример процес није аутоматизован. То иде у корист грађана.
Истовремено се повећава транспарентност огранака администрације, јер сваки корак у поступку постаје боље видљив за грађанина чиме се истовремено смањује могућност корупције. О сваком степену у једном пресечном административном поступку грађанин је упућен и информисан. На пример, зна тачно на основу којих закона ће бити о његовој дозволи за градњу одлучивано. Зна тачно ко ће одлучивати и у ком административном процесу је његов захтев за грађевинску дозволу.
Лакши приступ административним информацијама одржава процес стварања воље грађана и грађани може лакше учествовати у изражавању своје воље. 
То доводи до учвршћивања демократије. Грађани имају могућности да се информишу о свим законским прописима, имају могућности да погледају протоколе и записнике са седница државних органа. Имају могућности да се директно информишу о томе који је закон у припреми или ко хоће које амандмане или ко од одборника гласа како.
То је на пример важно за све нове чланице ЕУ, где информације нису биле приступачне, као на пример у земљама бившег источног блока.
Европска унија има циљ да подржи социјално укључивање и интеграцију отворивши приступ информацијама и услугама које би омогућиле срастање Европе.
Исто се за економију показују предности олакшица Е-Управе. Ефективирање  и убрзавање административних поступка доводи до уштеде времена и новца. Та уштеда ојачава не само предузећа него цели тржишни простор у борби против интернационалне конкуренције. 
Осим предности за грађане и за економију олакшице E-Управе за административне органе има једну велику предност: а то је смањење трошкова.

## Е-влада за стране држављане
Многе владе су имплементирале е-управу чак и за странце. Странци могу поднијети захтјев за визу подношењем обрасца и постављањем потребних докумената. Такође могу да провере статус свог захтева, да комуницирају са јавним службеницима и добију повратну информацију. Такође су у могућности да пријаве адресу и уживају у свим осталим услугама на које имају право након што добију дозволу за визу. За разлику од грађана, за њихов процес потребна су многа документа јер долазе из иностранства, а држава о њима нема никакве податке. Стога су њихови процеси мало компликованији. Предности и мане су и даље сличне онима код грађана.

### E-Управа информативни сајтови
- the Information Daily (eGov monitor) – Новости из Европе
- Federal Computer Week – Амерички базиран сајт са разумним објашњењима.
- Government Computer News – Амерички базиран сајт.
- UNPAN eGovernment News – УН сајт посвећен администрацији
- Journal of E-Government – Амерички професионални журнал

### Званични E-Управа сајтови
- еУправа - званични портал Републике Србије

##### Званични сајтови електронске управе у свету
| - Србија - Аустралија - Аустрија Архивирано на веб-сајту (17. јул 2011) - Белгија - Чешка - Египат Архивирано на веб-сајту (11. мај 2008) - Европска унија - Француска - Хаваји - Холандија - Хрватска - Индија | - Ирска - Италија - Јапан Архивирано на веб-сајту (11. март 2021) - Канада - Катар - Кина - Литванија - Македонија - Немачка - Норвешка |  | - Нови Зеланд - Пољска - Португал - Румунија - САД - Сингапур - Словенија Архивирано 2012-12-25 на сајту - Шпанија - Швајцарска - Шведска - Велика Британија Архивирано на веб-сајту (23. јануар 2007) |

##### Посебни званични сајтови
- Good Practice Framework – Информативни сајт Европске уније за удружења
- eGovernment Unit – Део цивилне администрације Уједињеног Краљевства
- Irish eGovernment: state information search
- Local e-Gov – Амбиције Уједињеног Краљевства на локалном нивоу

### Истраживања и едукација
- Section for Information Technology and Administrative Systems at the University of Oslo – Академска истраживања за Е-Управа

### Незванични E-Управа сајтови
- Action Network BBC стране за дискусију намењене управи Уједињеног Краљевства
- E-Government in Belarus
- European LoG-IN project LoG-IN project (European Interreg IIIB North Sea project) 32 локалне администрације из 3 европских земаља раде заједно да побољшају сервисе јавном сектору.

### Разно
- Government Computerization
- European Commission's IDABC website E-Управа новости, Е-Управа историја у државама чланицама, документи и даља документација .
- Demosphere Project – Пројекат који користи отворени и интерактивни софтвер.